# Star Trek: The Experience
Star Trek: The Experience va ser una atracció que va obrir el gener de 1998 al Las Vegas Hilton, ara anomenat Westgate Las Vegas, a Las Vegas, Nevada, Estats Units. Estava basada en la franquícia d'entreteniment Star Trek. El pavelló va ser sotmès a una important renovació el 2004 per afegir-hi la atracció 4-D invasió Borg, que presentava una raça fictícia cibernètica, els Borg. L'atracció va ser operada per l'empresa de gestió d'entreteniment Cedar Fair després de la seva compra de Paramount Parks a la CBS Corporation el juny de 2006. Va tancar el setembre del 2008 i estava previst que tornés a obrir al centre comercial Neonopolis el 8 de maig del 2009, a temps per a l'estrena de la pel·lícula Star Trek. L'obertura es va ajornar fins al 2010, i el 2011 el projecte es va cancel·lar oficialment a causa de la manca de finançament, així com perquè Cedar Fair va anunciar que havien perdut la llicència.

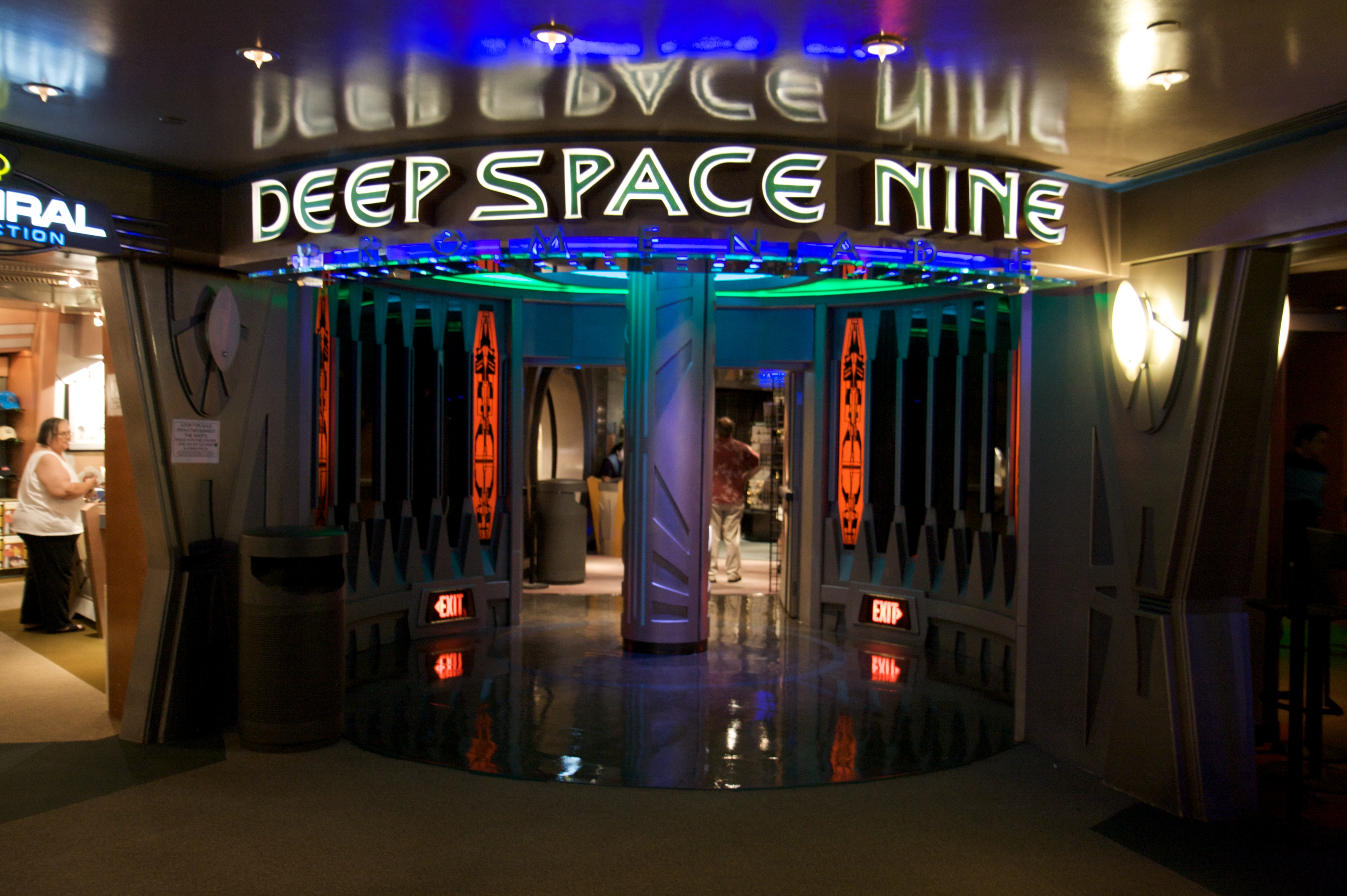

## Atraccions individuals

### El Museu de la Història del Futur
El museu de la Història del Futur presentava diversos accessoris, vestuari i records de tota la història de Star Trek. També presentava visualitzadors de vídeo i una línia de temps dels esdeveniments de Star Trek. En actualitzacions posteriors, es van afegir pantalles per a cadascuna de les principals races alienígenes de la franquícia, que incloïen els Borg, els klíngons i els ferengi.

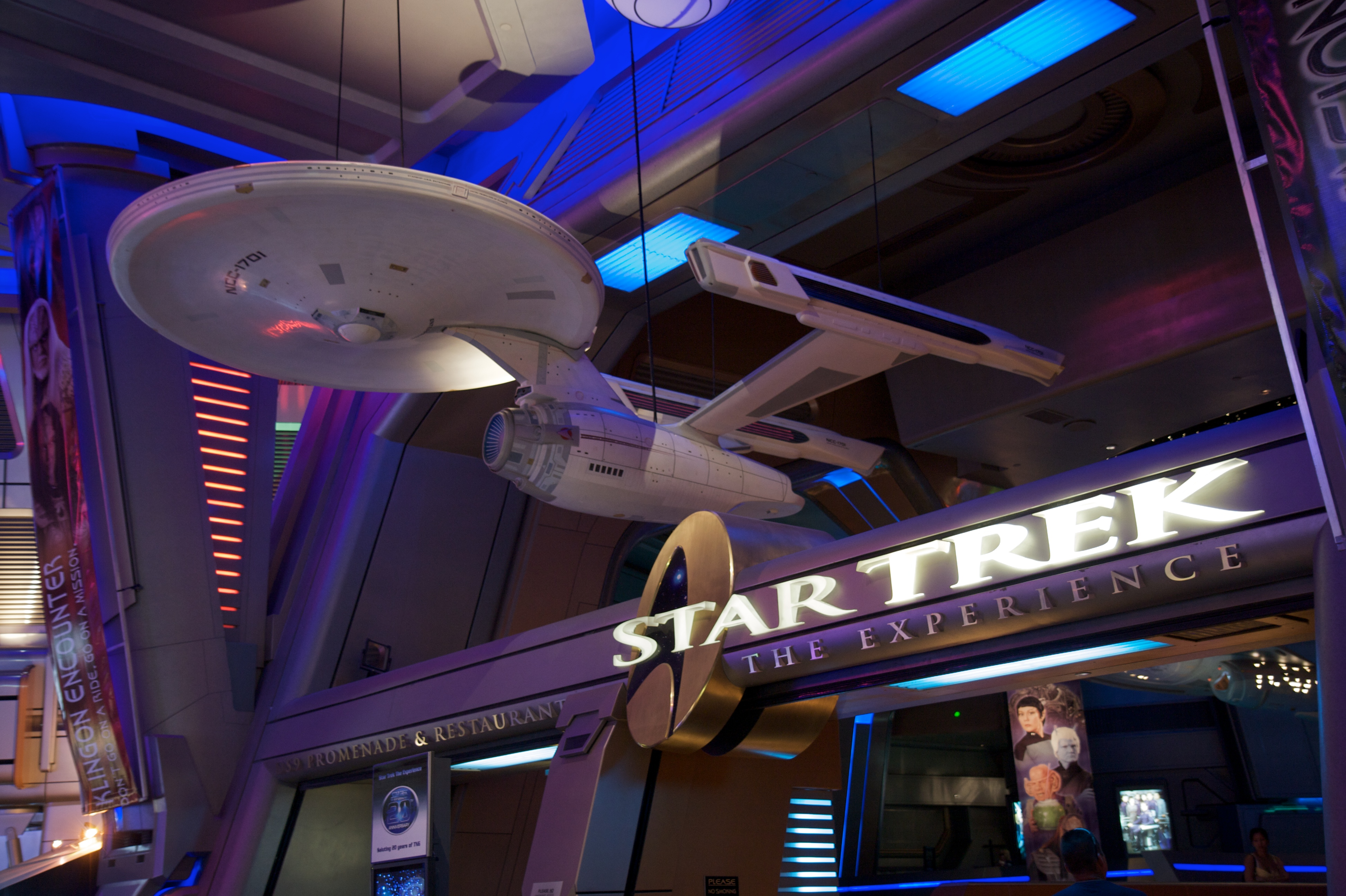

L'última secció del museu era un passadís, que servia com a cues de l'atracció. El costat esquerre era per a Borg Invasió 4-D i el costat dret era per a Trobada Klíngon. La Trobada Klíngon tenia capacitat per a 27 persones, mentre que Invasió Borg 4-D tenia capacitat per a 48 persones. Cada espectacle es va construir de manera que els que estaven "al darrere" durant la primera part de l'espectacle, al seu torn, probablement acabarien al davant durant la segona meitat de qualsevol dels espectacles.

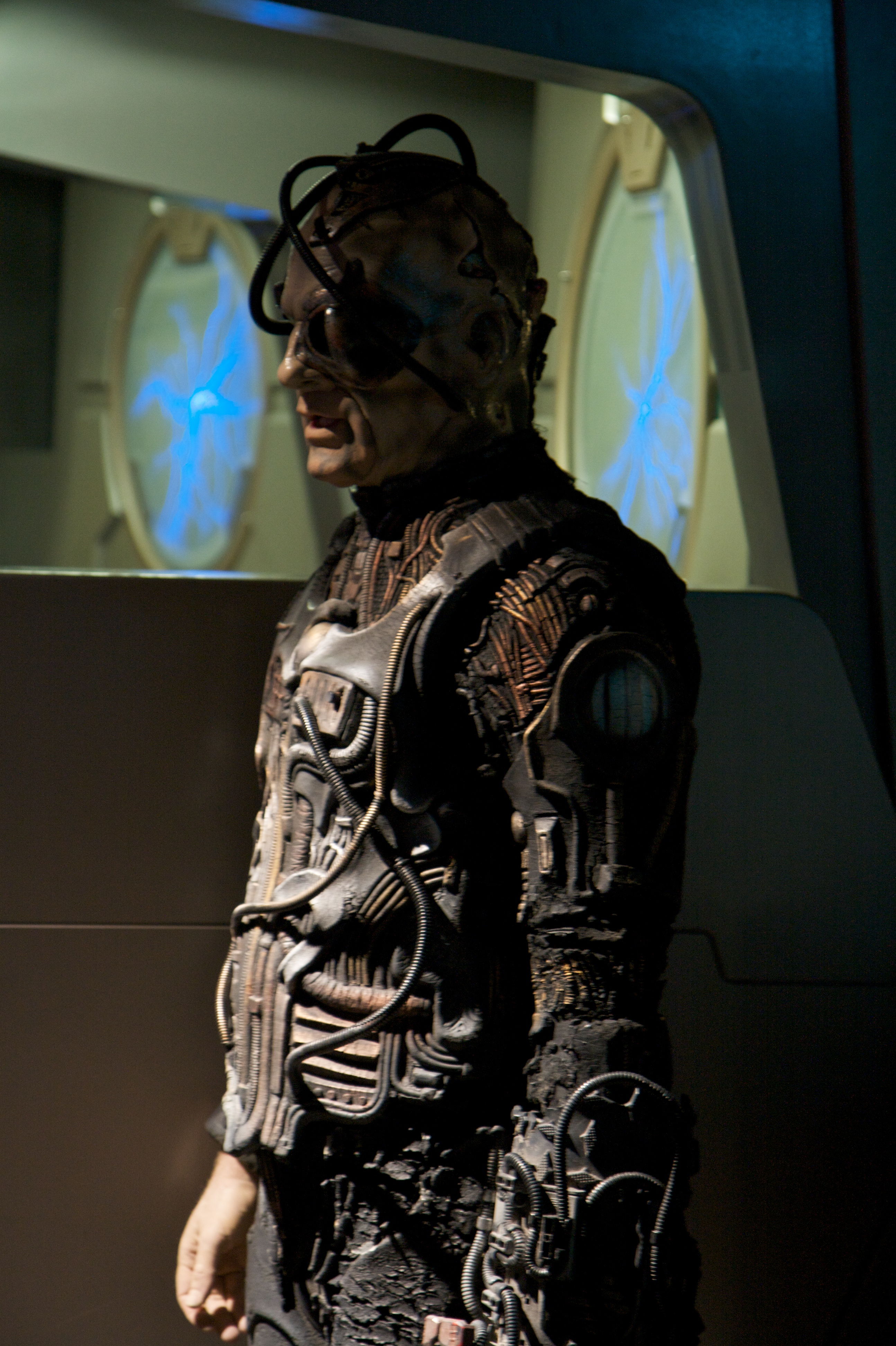

Com a resultat del tancament de The Experience, el Museu de la Història del Futur va tancar el 2008.

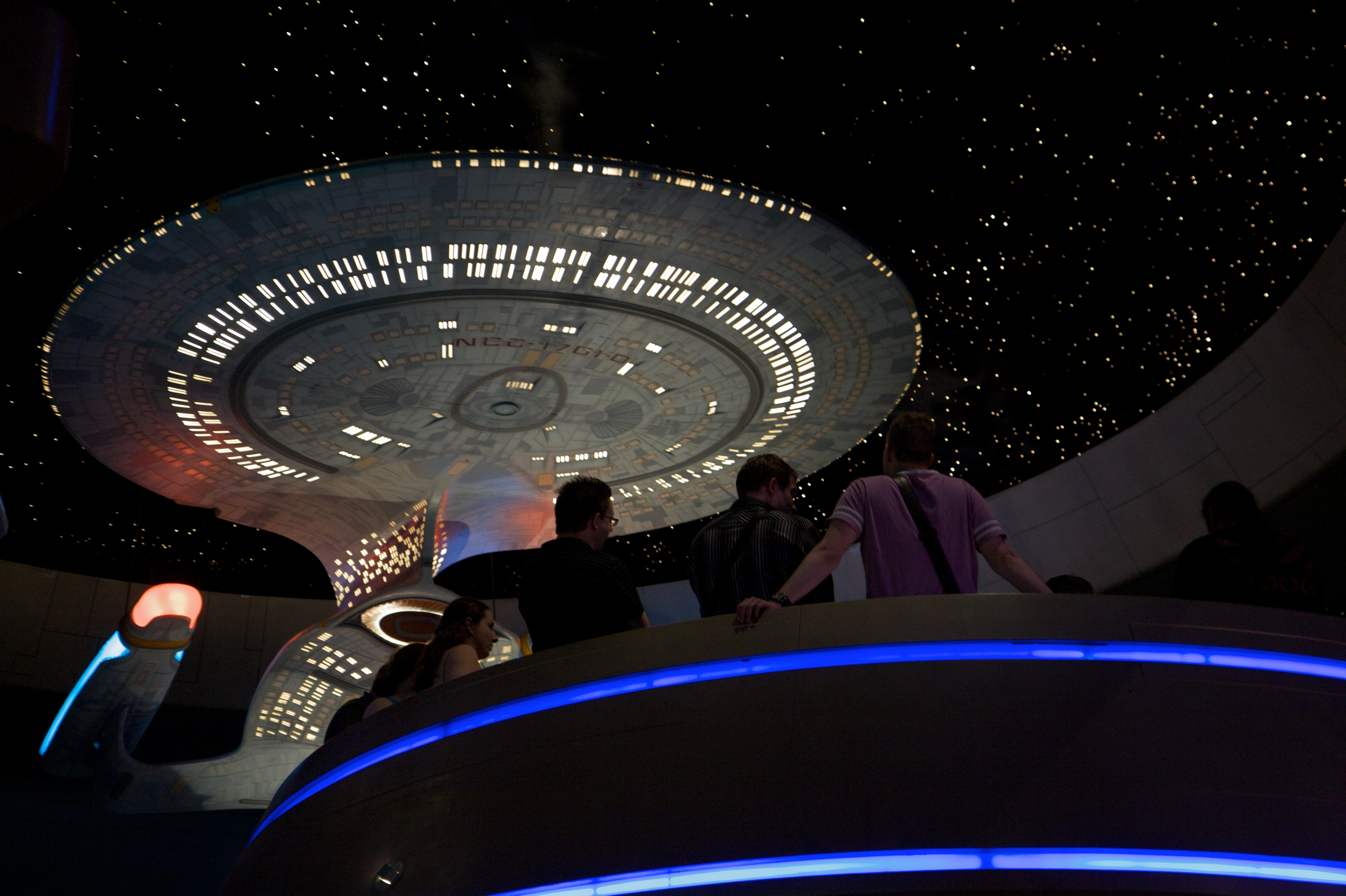

### Trobada Klingon
Nota: L'experiència exacta de l'atracció va variar a causa de l'aportació dels artistes en directe.

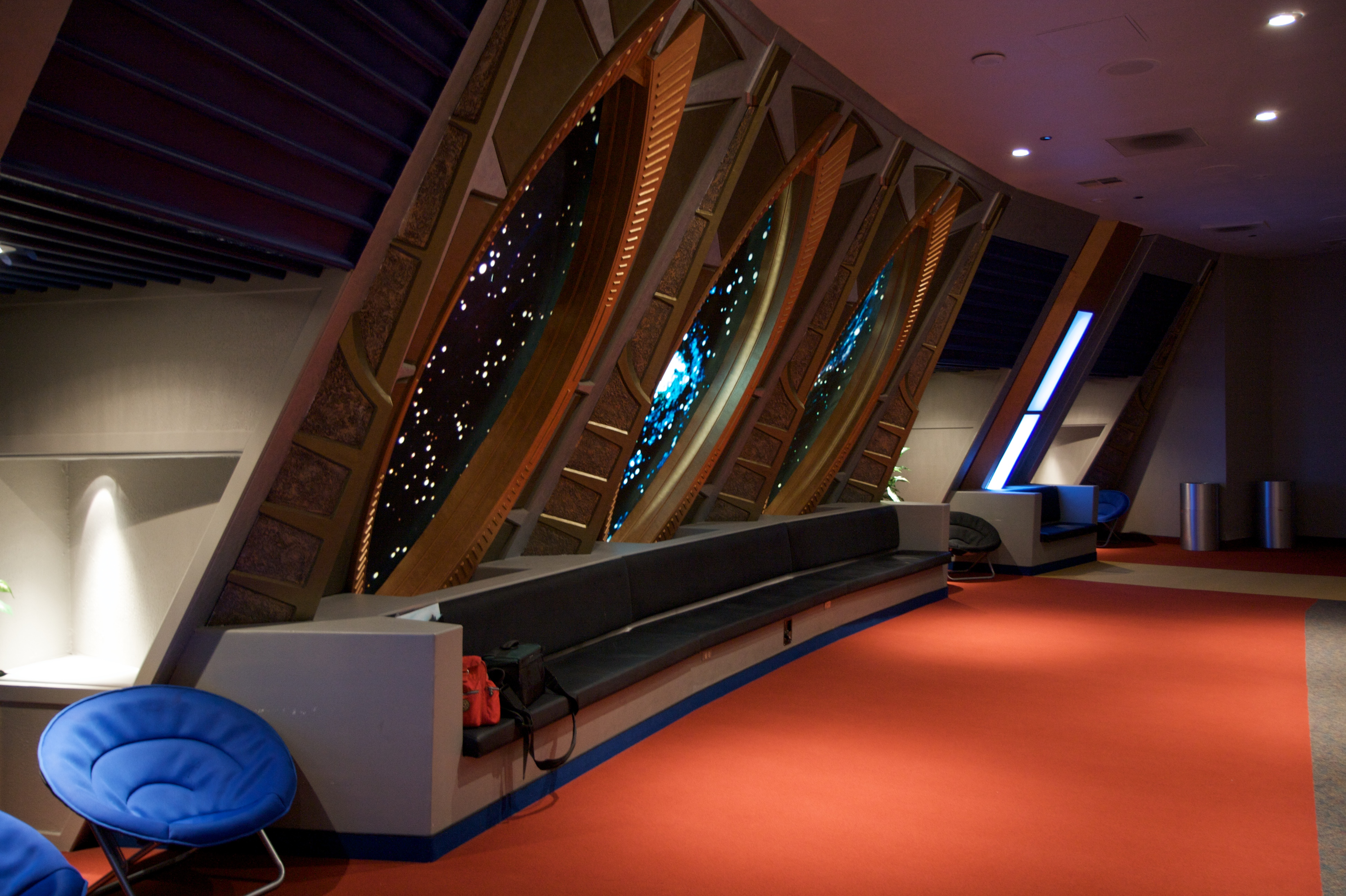

Inicialment, els visitants entraven a una petita sala amb una representació de "l'espai exterior". Un petit televisor a la cantonada superior dreta de la sala mostrava escenes de diverses pel·lícules de "Star Trek". El grup entrava llavors en una sala d'espera més petita i amb poca llum per a un simulador tradicional. Els amfitrions van dirigir l'atenció dels convidats a una demostració de seguretat per al simulador de la llançadora. Uns moments després, els televisors van parpellejar i els llums es van apagar. Van seguir llums intermitents, juntament amb efectes de so del transportador i una ràfega d'aire fred. Quan els llums van tornar després de menys de 3 segons, el grup estava dret sobre una plataforma de transportador a la sala del transportador, que era aproximadament el doble de la mida de la petita sala original on havien entrat. Els convidats van ser rebuts pel personal de la nau estel·lar, que els va informar que ara eren a bord de l'USS Enterprise (NCC-1701-D), a la sala del transportador tal com es veu a "Star Trek: La nova generació".
A la plataforma de transport, un oficial uniformat de la Flota Estel·lar va preguntar pels líders del grup i els va indicar com marxar per rebre instruccions. Transitant per un passadís típic de Star Trek, els convidats arriben al pont de l'Enterprise-D on es va explicar que els visitants van ser teleportats a bord de la nau estel·lar Enterprise al "que vosaltres anomenaríeu el futur". El Comandant Riker va aparèixer a la pantalla principal, explicant que el Capità Picard va desaparèixer en el moment en què el grup es va teleportar a bord de l'"Enterprise" i, per tant, un membre del grup havia de ser l'avantpassat de Picard. Un comandant klíngon anomenat Kohath va utilitzar una esquerda temporal per segrestar l'avantpassat de Picard i esborrar-lo de la línia temporal. La Intel·ligència de la Flota Estel·lar va enviar l'"Enterprise" per interceptar el raig de transport dels klíngons i rescatar tot el grup. Riker ordena al grup que pugi a bord d'una llançadora amb Geordi La Forge per escapar de l'esquerda temporal i retornar tots els convidats al seu temps original.
El personal de la Flota Estel·lar va conduir el grup fora del Pont a través d'un turboascensor de Star Trek. Mentre el grup era al turboascensor, els klíngons van atacar l'Enterprise i el turboascensor va entrar en caiguda lliure. Quan el turboascensor es va aturar, el grup va sortir a un altre corredor de trànsit on el personal els va conduir a la badia de llançadores per escapar. Mentre eren al pont, els convidats van poder fer fotografies.
El grup va pujar a la llançadora, que es trobava en un teatre amb cúpula de 270° amb una plataforma base de quatre graus de moviment. El viatge en llançadora va començar amb una batalla entre les naus Enterprise i klíngon. La llançadora va tornar a través de l'esquerda temporal fins a l'actual Las Vegas. La llançadora va aterrar al Las Vegas Hilton just al costat de les llançadores "simuladores de moviment" a les quals els visitants esperaven originalment entrar quan van ser "teleportats" al començament de la història. El Capità Picard agraeix a la tripulació per restaurar la seva existència. Va dir: "Tot i que només un de vosaltres és el meu avantpassat, cadascun de vosaltres té la mateixa oportunitat per al futur. Guardeu-la bé". Normalment, un conserge conduïa el grup a un ascensor i després al passeig Espai Profund 9 i al Quark's Bar. Quan el conserge va conduir el grup a l'ascensor, hi havia un televisor que mostrava una "notícia" on els militars esmentaven que les llançadores sobre Las Vegas eren globus meteorològics.
En sortir de la llançadora, els convidats transiten per un passadís on entren al Passeig Marítim des d’Espai Profund 9.
Aquesta atracció de simulació va tancar juntament amb The Experience el 2008.
El simulador de moviment va ser desenvolupat per McFadden Systems, Inc.

### Borg Invasion 4-D
Tot i que Trobada amb els klíngons es basava en la sèrie Star Trek: La nova generació (que també va introduir els Borg), Invasió amb els Borgs 4-D es basava en la sèrie Star Trek: Voyager. També utilitzava actors vestits, així com la participació en vídeo i àudio de diversos membres del repartiment de la sèrie Trek.
A diferència de Trobada amb els Klingons, que utilitzava decorats inspirats en els de la nau on va tenir lloc —l'USS Enterprise-D—, la Invasió dels Borgs no va tenir lloc en decorats com els de l'USS Voyager, que eren familiars per als espectadors de la sèrie. En canvi, l'acció va tenir lloc en un lloc dissenyat i creat exclusivament per al Hilton: una estació espacial de la Flota Estel·lar. La 'Trobada amb els Borgs de Star Trek', la seva atracció bessona al nord d'Alemanya, va obrir al Centre Espacial Bremen el 12 de febrer de 2004, a la ciutat de Bremen, Alemanya. L'atracció va tancar juntament amb el Centre Espacial el 26 de setembre de 2004 a causa de la baixa assistència. El cinema 4D amb les seves 250 butaques va ser desmantellat el 2008.
La immersió dels visitants en la història no tenia cap equivalent a la teleportació d'alta tecnologia a bord de l'"Enterprise-D" a Trobada Klíngon. Aquí només es va aconseguir mitjançant una ràpida introducció de l'estat de perill, pels membres del repartiment de la sèrie "Trek" a la pantalla Kate Mulgrew, Robert Picardo i nombrosos altres actors. La trama va involucrar els participants en diverses trobades properes amb drons Borg.
Tot i que no utilitza cap simulador de viatge, aquesta aventura culmina en una batalla espacial amb la Reina Borg (interpretada per l'actriu original de les pel·lícules de Star Trek, Alice Krige) a través d'una pel·lícula en 3D amb efectes físics corresponents, com ara vapor d'aigua, vent i ser "punyalat" amb una sonda Borg (d'aquí el "4D" del títol).

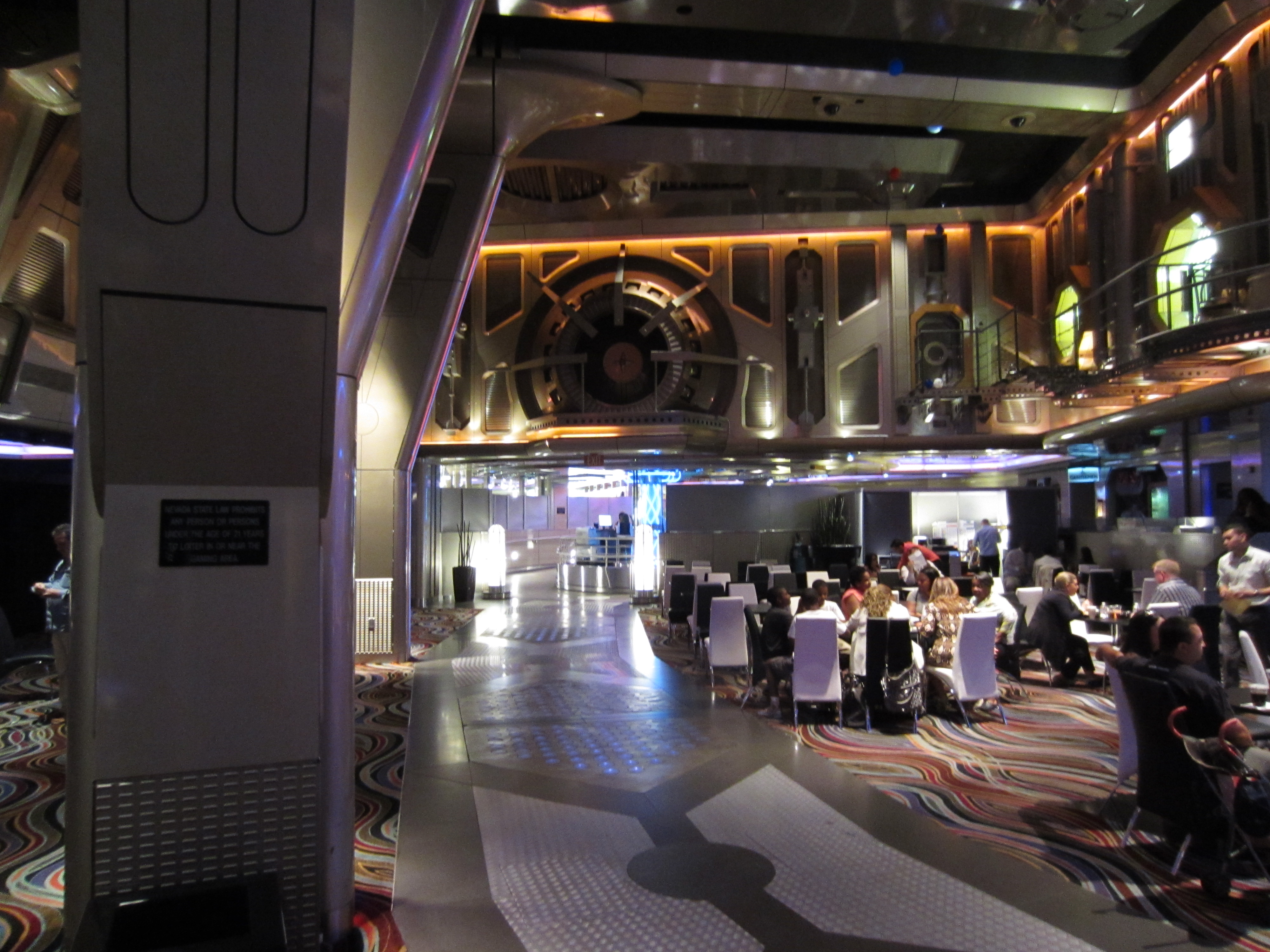
L’antic bar de Star Trek el 2014.

Tot i que Trobada Klíngon fa un gran esforç per utilitzar elements bàsics de Trek per justificar la incorporació d'humans del segle XXI en una aventura futurista i llunyana (teleportació, un vol espacial i viatge en el temps), no es fa cap esforç per justificar la participació en la trama de Borg Invasion 4-D.

### Secrets desvetllats
També es va oferir una visita especial entre bastidors per als visitants, a partir de l'agost de 2005. La visita seguia un guió bàsic i estava programada per permetre l'accés a parts de l'atracció mentre no estaven ocupades per altres visitants que gaudien de les atraccions. Molts dels guies turístics també van incloure preguntes trivia i van permetre fer preguntes i respostes durant la visita.
Durant la visita, el guia turístic va proporcionar una visió general de la història de l'atracció i va compartir anècdotes sobre les diverses maquetes de vaixells i articles exposats al museu. El recorregut va començar a l'entrada principal i va continuar pel passadís de cues de les atraccions, permetent als visitants accedir al backstage per primera vegada. El recorregut va incloure visites a diverses zones del backstage, com ara els departaments de vestuari i maquillatge, així com l'oportunitat d'explorar els decorats utilitzats per a les atraccions amb més detall. Això va permetre als visitants apreciar els detalls complexos dels decorats que podrien haver passat per alt durant les atraccions i també va revelar algunes de les operacions secretes que van contribuir a crear una experiència immersiva del segle XXIV per als convidats.
No es permetia la fotografia a la visita a causa dels acords de drets d'autor i llicència amb Viacom, l'aleshores propietari dels drets de la franquícia "Star Trek".
Al final de la visita, els convidats van ser convidats a signar un llibre de visites i se'ls va lliurar un certificat que contenia el nom dels convidats, la data, el número de la visita i la signatura del guia turístic. Els convidats també podien conservar la insígnia VIP que havien portat durant tota la visita.
Només hi havia cinc visites entre bastidors en un dia determinat, i no estaven incloses en el cost de l'entrada general.

## Tancament

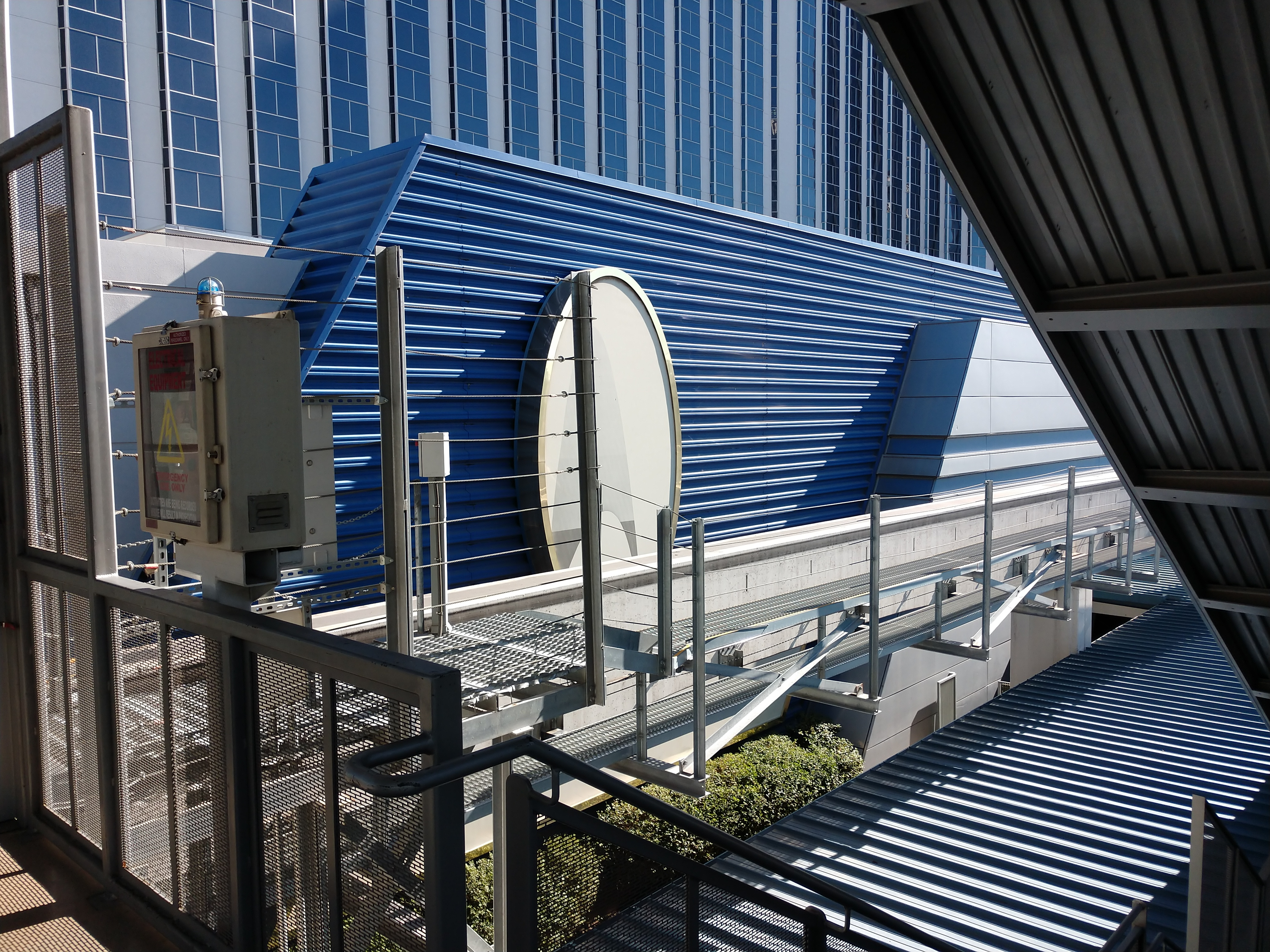
El logotip de l'antiga Star Trek Experience encara fora de Westgate, vist des de l'Estació Westgate del Las Vegas Monorail.

Després de la venda de Paramount Parks a Cedar Fair el 2007, una disminució de les entrades juntament amb negociacions fallides entre Cedar Fair i el Las Vegas Hilton va provocar el tancament de l'atracció l'1 de setembre de 2008.
La cerimònia de cloenda es va celebrar l'1 de setembre de 2008. El públic va ser convidat a assistir a la cerimònia, que es va presentar seguint la tradició d'una cerimònia de desmantellament naval. La conferència inaugural de la cloenda va ser pronunciada per Suzie Plakson, que va presentar tots els membres de l'equip de Star Trek: The Experience. April Hebert, que va interpretar la Vulcana T'pril, va ser presentada per última vegada com el membre del repartiment amb més anys de servei a Star Trek: The Experience i se li va donar la bandera de la Federació Unida de Planetes. Avery Brooks i Chase Masterson també van ser presents a la cerimònia de cloenda, i Garrett Wang va fer una breu aparició a Quark's poc abans de la cloenda. Chad Boutte, director d'operacions de Star Trek: The Experience, va pronunciar el discurs final amb les paraules finals "llarga vida i pròspera".

## Trasllat i venda
L'alcalde Oscar Goodman va declarar en una roda de premsa el 16 d'octubre de 2008 que s'estava negociant un possible acord per traslladar i reobrir elements centrals de STTE entre CBS i Rohit Joshi, promotor del centre comercial Neonopolis. Es rumorejava que la primera fase de la reobertura coincidiria amb l'estrena als cinemes de la propera pel·lícula de Star Trek el 8 de maig de 2009.
Malgrat l'acord de llicència anunciat, les restes de l'atracció, incloent-hi el rètol del Quark's Bar, l'armari i els mobles de les peces recreades, es van vendre durant una venda de magatzem a l'abril de 2010 i en una subhasta més gran aquell agost. Tot allò que es va considerar invendible a causa de la mida o els danys, o que va quedar sense vendre al final de la venda de magatzem, va ser destruït. Segons els termes de la llicència original de Paramount, els diversos elements (naus, maquetes, etc.) construïts per a l'atracció van tornar a ser propietat de Paramount després del tancament de l'atracció.
Els plans per traslladar Star Trek: The Experience es van estancar quan Neonopolis va perdre la llicència a causa de l'incompliment dels termes del contracte a causa de pèrdues i manca de finançament. Tot el projecte de salvament ràpid de Joshi es va produir a l'ombra de la crisi de la borsa del setembre del 2008 i la resultant Gran Recessió, i tot just començava a funcionar.

## Disseny
Star Trek: The Experience va ser dissenyat per Landmark Entertainment. Va rebre un Premi al Millor Assoliment de la Themed Entertainment Association el 1998